# Magistralni put 10
Die Magistralni put 10 ist eine Bundesstraße in Serbien. Sie beginnt in der serbischen Hauptstadt Belgrad und führt in nordöstlicher Richtung über Pančevo und Vršac nach Vatin an der serbisch-rumänischen Grenze. Sie ist Teil der Europastraße E70 und stellt eine wichtige Straßenverbindung nach Rumänien dar.

## Planungen
Parallel zur Bundesstraße sollte die Schnellstraße Brzi put 10 gebaut und nach Fertigstellung die Bundesstraße verlegt werden. Diese Planung wurde jedoch aufgegeben, da gemäß der Verordnung über die Klassifizierung der Nationalstraßen vom Oktober 2023 die geplante Brzi put 10 als Autoput A9 realisiert werden soll. Der Neubau der Autobahn ist notwendig, da die Bundesstraße mit einem Verkehrsaufkommen von derzeit 5000 bis 7000 Fahrzeugen pro Tag eine wichtige Verbindung nach Rumänien darstellt. Nach Fertigstellung der Autobahn soll die Europastraße E70 auf die Autoput A9 verlegt werden.